# Friedrich Crull

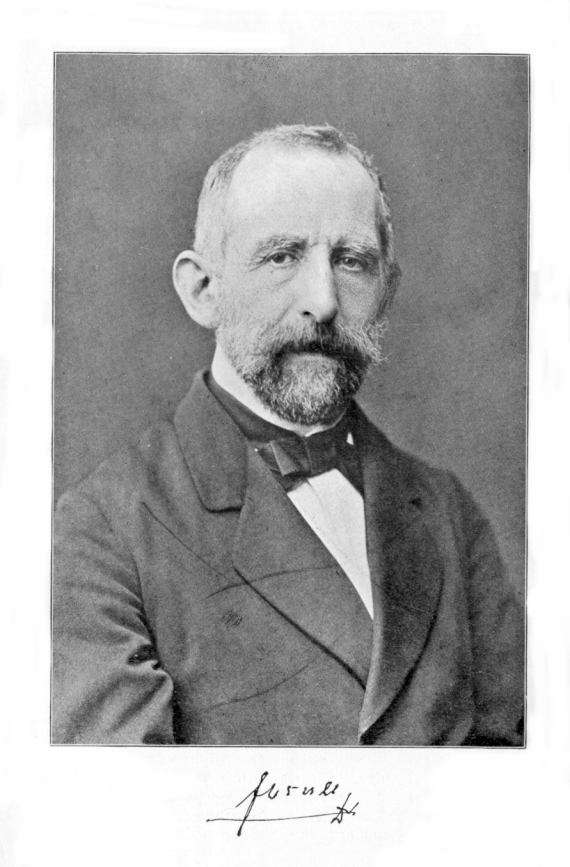
Friedrich Crull (1881)

Friedrich Georg Ludwig Crull (* 19. Oktober 1822 in Wismar; † 4. Juli 1911 ebenda) war ein deutscher Arzt, Historiker und Archivar.

## Biografie
Friedrich Crull stammte aus einer mecklenburgischen Akademikerfamilie. Er war der Sohn des Wismarschen Kreis- und Stadtphysikus Franz (Georg Friedrich) Crull (* 29. Oktober 1787 in Alt-Karin; † 27. Juli 1848 in Wismar) und dessen Frau (seit 25. November 1815) Henriette Georgine Franziska, geb. von Trützschler (* 26. September 1789 in Jena; 28. Januar 1866 in Wismar), Enkel des Pastors in Alt-Karin Georg Heinrich Crull (1755–1819) und Ur-Urenkel von Georg Christoph Detharding. Für Friedrich Crull sind Vorfahren bis zur 19. Generation bekannt, der älteste darunter ist Heinrich Witte, ein Stralsunder Ratsherr des beginnenden 13. Jahrhunderts.
Nach dem Besuch der Großen Stadtschule in Wismar studierte er Medizin, zunächst an den Universitäten Jena, Göttingen und Berlin. Im November 1846 wurde er an der Universität Rostock immatrikuliert und dort 1848 mit einer Dissertation Kollektaneen zur Therapie der Eierstockswassersucht zum Doktor der Medizin promoviert. Anschließend ließ er sich als Arzt in seiner Vaterstadt Wismar nieder und praktizierte bis 1883.
Crull machte sich jedoch eher als Heimat- und Geschichtsforscher einen Namen. In den Jahren 1841 bis 1848 erschienen von ihm einige kürzere Aufsätze über die Restaurierung der Marienkirche (Wismar), über das Doberaner Münster und über den Neubau am Kröpeliner Tor in Rostock in Zeitungen wie dem Freimütigen Abendblatt und in den Neuen wöchentlichen Postalischen Nachrichten und Anzeigen. Ab 1850 wurde er zu einem regelmäßigen Verfasser von Beiträgen in den Mecklenburgischen Jahrbüchern. Mittelalterliche Baukunst, Wappenkunde, Genealogie und Wismarsche Ortsgeschichte waren die Gebiete, denen er sich besonders zuwandte. In den 1850er und frühen 1860er Jahren verfasste er zahlreiche Baubeschreibungen mecklenburgischer Kirchen an der Ostseeküste, die zusammen mit den gleichzeitigen Baubeschreibungen von Georg Christian Friedrich Lisch das Heimat- und Verantwortungsgefühl für diese Bauten im Lande weckten und dem Inventarwerk von Friedrich Schlie Kunst- und Geschichtsdenkmäler des Großherzogtums Mecklenburg-Schwerin den Weg geebnet haben. 
Er war Ehrensenior des Vereins für mecklenburgische Geschichte und Altertumskunde und korrespondierendes Mitglied des Vereins für Lübeckische Geschichte und Altertumskunde.
Crull verwaltete ehrenamtlich das Ratsarchiv in Wismar, bis 1902 mit Friedrich Techen ein erster hauptamtlicher Archivar angestellt wurde.
Er wurde auf dem Friedhof Wismar beigesetzt, wo eine Info-Stele an ihn erinnert.
Von seinen Kindern wurde sein Sohn Franz (Friedrich August) Crull (1857–1918), der unverheiratete blieb, Amtsgerichtsrat in Dargun.

### Auszeichnungen
- 1891 Ehrendoktorwürde der Rostocker Universität
- Medaille für Kunst und Wissenschaft (Mecklenburg-Schwerin) in Gold
- Komturkreuz des Greifenordens

## Nachlass und Schenkungen
Crulls schriftlicher Nachlass, darunter handschriftliche Aufzeichnungen und Materialsammlungen (Kollektaneen), werden heute im Stadtarchiv Wismar verwahrt.
Schon zu Lebzeiten schenkte er der Universitätsbibliothek Rostock mehrfach Bücher und vermachte ihr eine mittelalterliche juristische Handschrift aus seiner Sammlung (Mss. jur. 5).

## Schriften
Für ein vollständiges Verzeichnis siehe Friedrich Techen: Verzeichnis der Schriften des Dr. Friedrich Crull. In: Jahrbücher des Vereins für Mecklenburgische Geschichte und Altertumskunde, Bd. 76 (1911), S. 27–30 (Volltext)
- Kollektaneen zur Therapie der Eierstockswassersucht. Diss. Rostock 1848

Digitalisat des Exemplars der Universitätsbibliothek Gent bei Google Books
- E. E. Raths Weinkeller zu Wismar. 1868

Volltext
- Die Rathslinie der Stadt Wismar. Halle: Verlag der Buchhandlung des Waisenhauses 1875 (Hansische Geschichtsquellen 2)

Digitalisat des Exemplars der Bayerischen Staatsbibliothek
- Nachricht von einem Todtentanze zu Wismar. Bärensprung, Schwerin 1877 (Digitalisat)